# Dub a buk v Jiřetíně pod Jedlovou
Dub a buk v Jiřetíně pod Jedlovou jsou dva památné stromy poblíž kostela Nejsvětější Trojice v Jiřetíně pod Jedlovou v okrese Děčín v Ústeckém kraji. Památné stromy byly vyhlášeny dne 10. srpna 2015, nacházejí se na parcele číslo 1730/1 v katastrálním území Jiřetín pod Jedlovou.

## Popis
Buk lesní červenolistý (Fagus sylvatica Alropunicea) má obvod kmene ve výšce 130 centimetrů 460 centimetrů, je vysoký 27 metrů, výška koruny je 24 metrů, průměr koruny je 15 metrů a jeho stáří se odhaduje na 120 let. 

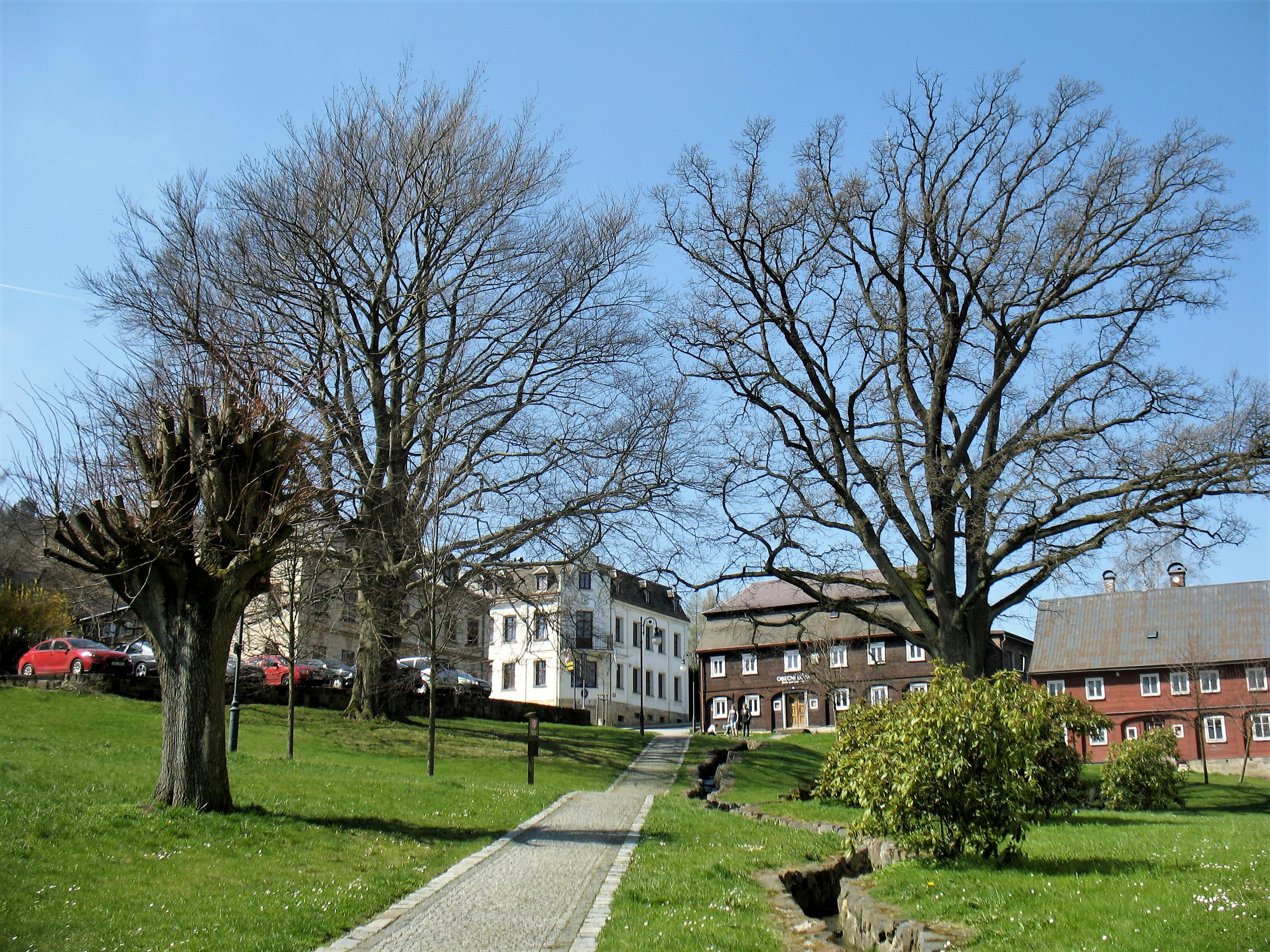
Památné stromy na jaře

Dub letní (Quercus robur) má obvod kmena 405 centimetrů ve výšce 130 centimetrů, výška stromu je 31 metrů, výška koruny je 26 metrů, průměr koruny 24 metrů a odhad stáří je 120 let. Dub byl vysazen v roce 1908 jako jubilejní u příležitosti 60. výročí vlády Františka Josefa I.

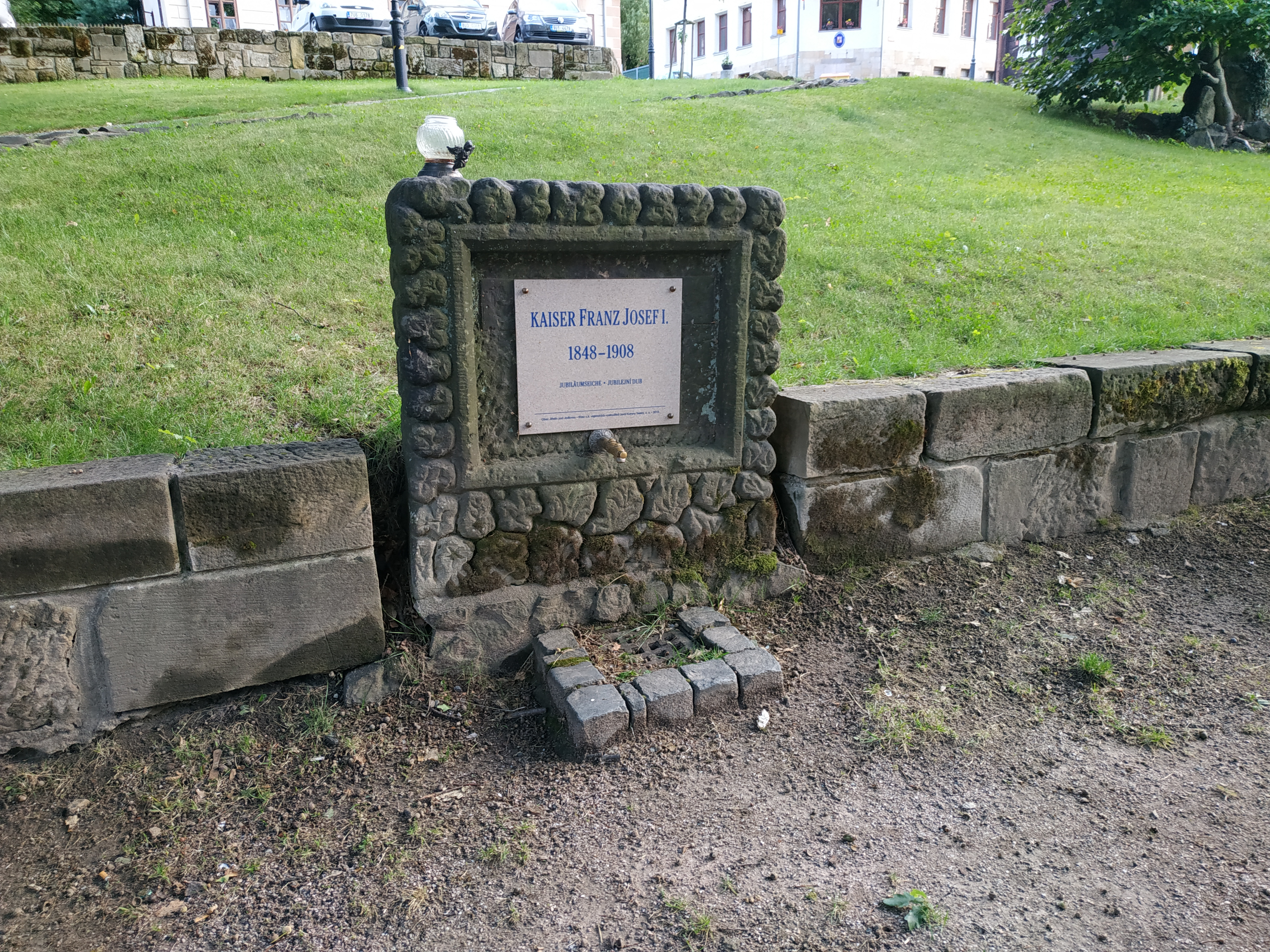
Pomník jubilejního dubu

## Památné a významné stromy v okolí
- Dub u nemocnice
- Varnsdorfská hruška
- Topol u varnsdorfského nádraží
- Lípa v Karlově ulici